# Cecil Harmsworth, 1:e baron Harmsworth
Cecil Harmsworth, 1:e baron Harmsworth, född den 23 september 1869, död den 13 augusti 1948, var en brittisk politiker och tidningsman, bror till Alfred Harmsworth, 1:e viscount Northcliffe och Harold Harmsworth, 1:e viscount Rothermere.
Harmsworth var liberal underhusledamot 1906-10 och ånyo 1911-22. Han var 1915 understatssekreterare i inrikesministeriet, tillhörde 1917-19 premiärministerns sekretariat och var 1919-22 som understatssekreterare under Curzon utrikesministeriets företrädare i underhuset. År 1939 fick han säte i överhuset, där han blev en aktiv ledamot.